# Архимандрит Синесије (Радивојевић)
Синесије Радивојевић (Сентандреја 1771—1832. Вршац) био је архимандрит Српске православне цркве и администратор Вршачке епархије, племићког рода.

## Биографија
Родио се као Стефан, у Сентандреји у српској племићкој породици. Родитељи су му били, Јован пуковник и Анастасија рођ. Турнаји. Његова браћа су били аустријски официри: Петар подпуковник (умро 1820) и барон Павле генерал фелдцајгмајстер (умро 1829). Племство су иначе добили Сентандрејци браћа Радивојевићи - Арсеније владика, Симеон свештеник (парох у Сентандреји) и Јован пуковник (као и њихово потомство), 3. августа 1763. године. 
У родном месту је Стефан завршио српску Нормалну основну школу и трогодишњу Немачку школу. Прелази затим у Нови Сад где похађа Латинску школу. По угледу на два старија брата изабрао је и он војнички позив. Учествовао је у аустријско-турском рату 1787-1790. године као кадет у фрајкору барона Вукашевића. Ратовао је против Турака по ратишту у Хрватској. По завршетку рата вратио се родној кући у Сентандреју, к родитељима који су га плачевно заклињали, молили и звали, да се натраг врати, и да се закалуђери; које он заиста и учини.

## У калуђерству
Будимски владика Дионисије Поповић га је зађаконио 1791. године, а следеће 1792. године постаје и код владике "архиђакон" - калуђер Синесије. За протопрезвитера је рукоположен 1799. године од стране истог владике. Постављен је на молбу Срба из Трнаве, за администратора те парохије у Словачкој, где је нешто више од три године провео. Аустријске војне власти у Моравској су га молиле да походи војску - православне војнике у Брну и Оломуцу. Он је заиста о свом трошку болесне војнике посетио, исповедио и причестио; самоиницијатовно и у Пожуну (Братислави).
Радивојевић је 1802. године постављен за игумана манастира Ковиља у Бачкој. Од 1804. године је за архимандрита ковиљског посвећен. Он је истовремено члан бачке конзисторије. Јуна 1807. године вршачки епископ Видак га је превео код себе у епархију. Постављен је за месићког архимандрита. Када је следеће 1808. године избила Крушчичка буна, он је својом благошћу и мудрошћу смирио незадовољне граничаре. Царске војне власти су му биле због тог геста захвалне; постао је кроз шест недеља "каваљер Леополд ордена малог крста". Архимандрит је био у Банату и председник вршачке конзисторије и "асесор судске табле комитета Темишварског". Вршчани су били против њега, тражили су чак истрагу, тако да није изабран за правог епископа у Вршцу.
Изабран је Синесије 1815. године од стране Синода за епископа пакрачког. Али аустријски владар је у исто време распистио српски Синод, тако да је он "остао изабран, али не и потврђен". Изабран је Радивојевић 1816. године и за арадског епископа, али такође није био потврђен. Наводно га је карловачки митрополит Стефан Стратимировић „прогонио” и онемогућио да постане епископ. Након смрти владике вршачког Видака, постављен је Радивојевић за администратора Вршачке епархије. Целу деценију је администрирао, између 1818-1828. године, док није постављен епископ Мануиловић.
Радивојевић је 1828. године прешао на Фрушку гору, где је тада постављен за архимандрита у манастиру Гргетегу. Током бављења у Срему се разболео, па се вратио тражећи лека у Вршац. Ту га је лечио један лекар којег је знао од раније. Умро је  18. априла 1832. године у Вршцу, а сахрањен на гробљу код цркве у манастиру Месићу.